# Wyścig Chin WTCC 2011
Wyścig Chin WTCC 2011 – jedenasta runda World Touring Car Championship w sezonie 2011 i pierwszy w historii Wyścig Chin. Rozegrał się on w dniach 4-6 listopada 2011 na torze Shanghai Tianma Circuit w największym mieście Chin, Szanghaju. W pierwszym wyścigu zwyciężył Alain Menu z Chevroleta, a w drugim jego zespołowy kolega Yvan Muller.

## Lista startowa
| Nr | Kierowca           | Zespół                      | Samochód             | Klasa |
| -- | ------------------ | --------------------------- | -------------------- | ----- |
| 1  | Yvan Muller        | Chevrolet                   | Chevrolet Cruze 1.6T | M     |
| 2  | Robert Huff        | Chevrolet                   | Chevrolet Cruze 1.6T | M     |
| 3  | Gabriele Tarquini  | Lukoil – SUNRED             | SUNRED SR León 1.6T  | M     |
| 4  | Aleksiej Dudukało  | Lukoil – SUNRED             | SUNRED SR León 1.6T  | MY    |
| 5  | Norbert Michelisz  | Zengő-Dension Team          | BMW 320 TC           | MY    |
| 7  | Fredy Barth        | SEAT Swiss Racing by SUNRED | SUNRED SR León 1.6T  | MY    |
| 8  | Alain Menu         | Chevrolet                   | Chevrolet Cruze 1.6T | M     |
| 9  | Darryl O’Young     | Bamboo Engineering          | Chevrolet Cruze 1.6T | MY    |
| 10 | Yukinori Taniguchi | Bamboo Engineering          | Chevrolet Cruze 1.6T | MY    |
| 11 | Kristian Poulsen   | Liqui Moly Team Engstler    | BMW 320 TC           | MY    |
| 12 | Franz Engstler     | Liqui Moly Team Engstler    | BMW 320 TC           | MY    |
| 15 | Tom Coronel        | ROAL Motorsport             | BMW 320 TC           | M     |
| 17 | Michel Nykjær      | SUNRED Engineering          | SUNRED SR León 1.6T  | MY    |
| 18 | Tiago Monteiro     | SUNRED Engineering          | SUNRED SR León 1.6T  | M     |
| 20 | Javier Villa       | Proteam Racing              | BMW 320 TC           | MY    |
| 21 | Fabio Fabiani      | Liqui Moly Team Engstler    | BMW 320si            | MYJ   |
| 23 | Philip Ma          | Proteam Racing              | BMW 320si            | MYJ   |
| 25 | Mehdi Bennani      | Proteam Racing              | BMW 320 TC           | MY    |
| 29 | Colin Turkington   | Wiechers-Sport              | BMW 320 TC           | MY    |
| 30 | Robert Dahlgren    | Polestar Racing             | Volvo C30 Drive      | M     |
| 51 | Charles Ng         | DeTeam KK Motorsport        | BMW 320 TC           | MY    |
| 74 | Pepe Oriola        | SUNRED Engineering          | SUNRED SR León 1.6T  | MY    |
| Nr | Kierowca           | Zespół                      | Samochód             | Klasa |

| Symbol | Klasa                                   |
| ------ | --------------------------------------- |
| M      | Producent (Manufacturers' Championship) |
| Y      | Niezależny (Yokohama Trophy)            |
| J      | Specyfikacja 2010 (Jay-Ten Trophy)      |

## Wyniki

### Sesje treningowe
| Sesja | Nr | Kierowca    | Zespół    | Samochód             | Czas     | Okr. |
| ----- | -- | ----------- | --------- | -------------------- | -------- | ---- |
| 1     | 2  | Robert Huff | Chevrolet | Chevrolet Cruze 1.6T | 1:05,750 | 13   |
| 2     | 2  | Robert Huff | Chevrolet | Chevrolet Cruze 1.6T | 1:06,360 | 10   |

### Kwalifikacje
| Poz.    | Nr      |         | Kierowca           | Zespół                      | Samochód             | Q1       | Q2       | Poz. s. R1 | Poz. s. R2 |
| II etap | II etap | II etap | II etap            | II etap                     | II etap              | II etap  | II etap  | II etap    | II etap    |
| ------- | ------- | ------- | ------------------ | --------------------------- | -------------------- | -------- | -------- | ---------- | ---------- |
| 1       | 8       |         | Alain Menu         | Chevrolet                   | Chevrolet Cruze 1.6T | 1:06,854 | 1:05,555 | 1          | 8          |
| 2       | 2       |         | Robert Huff        | Chevrolet                   | Chevrolet Cruze 1.6T | 1:07,331 | 1:05,700 | 2          | 1          |
| 3       | 29      | Y       | Colin Turkington   | Wiechers-Sport              | BMW 320 TC           | 1:06,919 | 1:05,712 | 3          | 7          |
| 4       | 5       | Y       | Norbert Michelisz  | Zengő-Dension Team          | BMW 320 TC           | 1:06,795 | 1:05,738 | 4          | 9          |
| 5       | 3       |         | Gabriele Tarquini  | Lukoil – SUNRED             | SUNRED SR León 1.6T  | 1:07,287 | 1:05,743 | 5          | 2          |
| 6       | 15      |         | Tom Coronel        | ROAL Motorsport             | BMW 320 TC           | 1:06,690 | 1:05,803 | 6          | 10         |
| 7       | 1       |         | Yvan Muller        | Chevrolet                   | Chevrolet Cruze 1.6T | 1:07,168 | 1:05,920 | 7          | 4          |
| 8       | 18      |         | Tiago Monteiro     | SUNRED Engineering          | SUNRED SR León 1.6T  | 1:07,018 | 1:05,922 | 8          | 5          |
| 9       | 74      | Y       | Pepe Oriola        | SUNRED Engineering          | SUNRED SR León 1.6T  | 1:07,006 | 1:06,591 | 9          | 6          |
| 10      | 7       | Y       | Fredy Barth        | SEAT Swiss Racing by SUNRED | SUNRED SR León 1.6T  | 1:07,180 | 1:06,741 | 15         | 3          |
| I etap  |         |         |                    |                             |                      |          |          |            |            |
| 11      | 11      | Y       | Kristian Poulsen   | Liqui Moly Team Engstler    | BMW 320 TC           | 1:07,555 | –        | 10         | 11         |
| 12      | 20      | Y       | Javier Villa       | Proteam Racing              | BMW 320 TC           | 1:07,710 | –        | 11         | 12         |
| 13      | 30      |         | Robert Dahlgren    | Polestar Racing             | Volvo C30 Drive      | 1:07,770 | –        | 12         | 13         |
| 14      | 4       | Y       | Aleksiej Dudukało  | Lukoil – SUNRED             | SUNRED SR León 1.6T  | 1:07,771 | –        | 13         | 14         |
| 15      | 25      | Y       | Mehdi Bennani      | Proteam Racing              | BMW 320 TC           | 1:07,836 | –        | 14         | 15         |
| 16      | 12      | Y       | Franz Engstler     | Liqui Moly Team Engstler    | BMW 320 TC           | 1:08,004 | –        | 16         | 16         |
| 17      | 17      | Y       | Michel Nykjær      | SUNRED Engineering          | SUNRED SR León 1.6T  | 1:08,069 | –        | 17         | 17         |
| 18      | 9       | Y       | Darryl O’Young     | Bamboo Engineering          | Chevrolet Cruze 1.6T | 1:08,317 | –        | 18         | 21         |
| 19      | 10      | Y       | Yukinori Taniguchi | Bamboo Engineering          | Chevrolet Cruze 1.6T | 1:09,274 | –        | 19         | 18         |
|         | 21      | Y       | Fabio Fabiani      | Liqui Moly Team Engstler    | BMW 320si            | 1:12,641 | –        | 20         | 19         |
|         | 23      | Y       | Philip Ma          | Proteam Racing              | BMW 320si            | 1:14,194 | –        | 21         | 20         |
|         | 51      | Y       | Charles Ng         | DeTeam KK Motorsport        | BMW 320 TC           | 1:14,947 | –        | 22         | 22         |
| Poz.    | Nr      |         | Kierowca           | Zespół                      | Samochód             | Q1       | Q2       | Poz. s. R1 | Poz. s. R2 |

#### Warunki atmosferyczne[2]
| Temperatura toru      | 27 °C    |
| Temperatura powietrza | 23/24 °C |
| Słońce                | nie      |
| Opady deszczu         | nie      |
| Sucho                 |          |

### Wyścig 1
| Poz.              | +/- | Nr |   | Kierowca           | Zespół                      | Samochód             | Okr. | Czas/Strata | Pkt. | Komentarz         |
| ----------------- | --- | -- | - | ------------------ | --------------------------- | -------------------- | ---- | ----------- | ---- | ----------------- |
| 1                 |     | 8  |   | Alain Menu         | Chevrolet                   | Chevrolet Cruze 1.6T | 25   | 28:05,718   | 25   |                   |
| 2                 | 1   | 29 | Y | Colin Turkington   | Wiechers-Sport              | BMW 320 TC           | 25   | +1,222      | 18   |                   |
| 3                 | 1   | 2  |   | Robert Huff        | Chevrolet                   | Chevrolet Cruze 1.6T | 25   | +5,065      | 15   |                   |
| 4                 | 3   | 1  |   | Yvan Muller        | Chevrolet                   | Chevrolet Cruze 1.6T | 25   | +8,005      | 12   |                   |
| 5                 | 1   | 15 |   | Tom Coronel        | ROAL Motorsport             | BMW 320 TC           | 25   | +9,010      | 10   |                   |
| 6                 | 4   | 11 | Y | Kristian Poulsen   | Liqui Moly Team Engstler    | BMW 320 TC           | 25   | +9,921      | 8    |                   |
| 7                 | 7   | 25 | Y | Mehdi Bennani      | Proteam Racing              | BMW 320 TC           | 25   | +15,487     | 6    |                   |
| 8                 |     | 18 |   | Tiago Monteiro     | SUNRED Engineering          | SUNRED SR León 1.6T  | 25   | +22,630     | 4    |                   |
| 9                 | 3   | 30 |   | Robert Dahlgren    | Polestar Racing             | Volvo C30 Drive      | 25   | +26,204     | 2    |                   |
| 10                | 1   | 20 | Y | Javier Villa       | Proteam Racing              | BMW 320 TC           | 25   | +27,118     | 1    |                   |
| 11                | 7   | 5  | Y | Norbert Michelisz  | Zengő-Dension Team          | BMW 320 TC           | 25   | +28,291     |      |                   |
| 12                | 4   | 12 | Y | Franz Engstler     | Liqui Moly Team Engstler    | BMW 320 TC           | 25   | +28,539     |      |                   |
| 13                | 5   | 9  | Y | Darryl O’Young     | Bamboo Engineering          | Chevrolet Cruze 1.6T | 25   | +38,072     |      |                   |
| 14                | 3   | 17 | Y | Michel Nykjær      | SUNRED Engineering          | SUNRED SR León 1.6T  | 25   | +53,157     |      |                   |
| 15                | 2   | 4  | Y | Aleksiej Dudukało  | Lukoil – SUNRED             | SUNRED SR León 1.6T  | 25   | +59,011     |      |                   |
| 16                | 6   | 51 | Y | Charles Ng         | DeTeam KK Motorsport        | BMW 320 TC           | 25   | +1:41,155   |      | kara +30 sekund   |
| 17                | 8   | 74 | Y | Pepe Oriola        | SUNRED Engineering          | SUNRED SR León 1.6T  | 24   | +1 okr.     |      |                   |
| 18                | 2   | 21 | Y | Fabio Fabiani      | Liqui Moly Team Engstler    | BMW 320si            | 24   | +1 okr.     |      |                   |
| 19                | 2   | 23 | Y | Philip Ma          | Proteam Racing              | BMW 320si            | 24   | +1 okr.     |      |                   |
| 20                | 1   | 10 | Y | Yukinori Taniguchi | Bamboo Engineering          | Chevrolet Cruze 1.6T | 23   | +2 okr.     |      | kolizja z barierą |
| 21                | 6   | 7  | Y | Fredy Barth        | SEAT Swiss Racing by SUNRED | SUNRED SR León 1.6T  | 21   | +4 okr.     |      |                   |
| Niesklasyfikowani |     |    |   |                    |                             |                      |      |             |      |                   |
|                   |     | 3  |   | Gabriele Tarquini  | Lukoil – SUNRED             | SUNRED SR León 1.6T  | 15   |             |      | ukończył, hamulce |
| Poz.              | +/- | Nr |   | Kierowca           | Zespół                      | Samochód             | Okr. | Czas/Strata | Pkt. | Komentarz         |

#### Najszybsze okrążenie
| Nr | Kierowca    | Zespół    | Samochód             | Czas     | Okr. |
| -- | ----------- | --------- | -------------------- | -------- | ---- |
| 2  | Robert Huff | Chevrolet | Chevrolet Cruze 1.6T | 1:06,333 | 5    |

#### Warunki atmosferyczne[2]
| Temperatura toru      | 24 °C |
| Temperatura powietrza | 21 °C |
| Słońce                | nie   |
| Opady deszczu         | nie   |
| Sucho                 |       |

### Wyścig 2
| Poz.              | +/- | Nr |   | Kierowca           | Zespół                      | Samochód             | Okr. | Czas/Strata | Pkt. | Komentarz               |
| ----------------- | --- | -- | - | ------------------ | --------------------------- | -------------------- | ---- | ----------- | ---- | ----------------------- |
| 1                 | 3   | 1  |   | Yvan Muller        | Chevrolet                   | Chevrolet Cruze 1.6T | 25   | 28:19,599   | 25   |                         |
| 2                 |     | 3  |   | Gabriele Tarquini  | Lukoil – SUNRED             | SUNRED SR León 1.6T  | 25   | +10,518     | 18   |                         |
| 3                 | 2   | 2  |   | Robert Huff        | Chevrolet                   | Chevrolet Cruze 1.6T | 25   | +11,385     | 15   |                         |
| 4                 | 3   | 29 | Y | Colin Turkington   | Wiechers-Sport              | BMW 320 TC           | 25   | +11,812     | 12   |                         |
| 5                 | 5   | 15 |   | Tom Coronel        | ROAL Motorsport             | BMW 320 TC           | 25   | +12,140     | 10   |                         |
| 6                 | 2   | 8  |   | Alain Menu         | Chevrolet                   | Chevrolet Cruze 1.6T | 25   | +12,896     | 8    |                         |
| 7                 | 4   | 11 | Y | Kristian Poulsen   | Liqui Moly Team Engstler    | BMW 320 TC           | 25   | +13,336     | 6    |                         |
| 8                 | 8   | 12 | Y | Franz Engstler     | Liqui Moly Team Engstler    | BMW 320 TC           | 25   | +13,612     | 4    |                         |
| 9                 | 4   | 30 |   | Robert Dahlgren    | Polestar Racing             | Volvo C30 Drive      | 25   | +22,279     | 2    |                         |
| 10                | 12  | 51 | Y | Charles Ng         | DeTeam KK Motorsport        | BMW 320 TC           | 25   | +24,172     | 1    |                         |
| 11                | 4   | 25 | Y | Mehdi Bennani      | Proteam Racing              | BMW 320 TC           | 25   | +33,725     |      |                         |
| 12                | 9   | 7  | Y | Fredy Barth        | SEAT Swiss Racing by SUNRED | SUNRED SR León 1.6T  | 25   | +36,977     |      |                         |
| 13                | 7   | 74 | Y | Pepe Oriola        | SUNRED Engineering          | SUNRED SR León 1.6T  | 25   | +43,090     |      |                         |
| 14                | 3   | 17 | Y | Michel Nykjær      | SUNRED Engineering          | SUNRED SR León 1.6T  | 25   | +46,761     |      |                         |
| 15                | 4   | 21 | Y | Fabio Fabiani      | Liqui Moly Team Engstler    | BMW 320si            | 24   | +1 okr.     |      |                         |
| 16                | 4   | 23 | Y | Philip Ma          | Proteam Racing              | BMW 320si            | 24   | +1 okr.     |      |                         |
| 17                | 3   | 4  | Y | Aleksiej Dudukało  | Lukoil – SUNRED             | SUNRED SR León 1.6T  | 23   | +2 okr.     |      |                         |
| Niesklasyfikowani |     |    |   |                    |                             |                      |      |             |      |                         |
|                   |     | 9  | Y | Darryl O’Young     | Bamboo Engineering          | Chevrolet Cruze 1.6T | 2    |             |      | karambol                |
|                   |     | 18 |   | Tiago Monteiro     | SUNRED Engineering          | SUNRED SR León 1.6T  | 1    |             |      | karambol                |
|                   |     | 5  | Y | Norbert Michelisz  | Zengő-Dension Team          | BMW 320 TC           | 1    |             |      | karambol                |
|                   |     | 20 | Y | Javier Villa       | Proteam Racing              | BMW 320 TC           | 0    |             |      | karambol                |
| Nie wystartowali  |     |    |   |                    |                             |                      |      |             |      |                         |
|                   |     | 10 | Y | Yukinori Taniguchi | Bamboo Engineering          | Chevrolet Cruze 1.6T | –    |             |      | uszkodzenia z wyścigu 1 |
| Poz.              | +/- | Nr |   | Kierowca           | Zespół                      | Samochód             | Okr. | Czas/Strata | Pkt. | Komentarz               |

#### Najszybsze okrążenie
| Nr | Kierowca    | Zespół    | Samochód             | Czas     | Okr. |
| -- | ----------- | --------- | -------------------- | -------- | ---- |
| 1  | Yvan Muller | Chevrolet | Chevrolet Cruze 1.6T | 1:06,080 | 5    |

#### Warunki atmosferyczne[2]
| Temperatura toru      | 21 °C |
| Temperatura powietrza | 20 °C |
| Słońce                | nie   |
| Opady deszczu         | nie   |
| Sucho                 |       |

## Klasyfikacja po rundzie

### Kierowcy
| Poz. | +/- | Kierowca            | Starty | Punkty | P1 | P2 | P3 | PP | NO | NS | DK | NW |
| ---- | --- | ------------------- | ------ | ------ | -- | -- | -- | -- | -- | -- | -- | -- |
| 1    |     | Yvan Muller         | 22     | 400    | 8  | 7  | 2  | 4  | 7  | 1  | –  | –  |
| 2    |     | Robert Huff         | 22     | 380    | 6  | 6  | 4  | 4  | 8  | –  | –  | –  |
| 3    |     | Alain Menu          | 22     | 323    | 5  | 4  | 4  | 5  | 2  | 1  | –  | –  |
| 4    |     | Tom Coronel         | 21     | 203    | 1  | 2  | 1  | 1  | 1  | 2  | –  | 1  |
| 5    |     | Gabriele Tarquini   | 22     | 177    | 1  | 1  | 3  | 1  | –  | 4  | –  | –  |
| 6    |     | Tiago Monteiro      | 21     | 113    | –  | –  | 3  | 1  | –  | 6  | –  | 1  |
| 7    |     | Kristian Poulsen    | 22     | 106    | –  | –  | 1  | –  | –  | 3  | –  | –  |
| 8    |     | Norbert Michelisz   | 20     | 82     | –  | 1  | –  | –  | 2  | 3  | –  | –  |
| 9    |     | Franz Engstler      | 22     | 74     | 1  | –  | 1  | 2  | –  | 3  | –  | –  |
| 10   |     | Robert Dahlgren     | 22     | 72     | –  | –  | –  | –  | 1  | 2  | –  | –  |
| 11   |     | Michel Nykjær       | 21     | 66     | –  | –  | 1  | 1  | –  | 2  | –  | 1  |
| 12   |     | Javier Villa        | 22     | 58     | –  | –  | 1  | –  | 1  | 2  | –  | –  |
| 13   | 2   | Colin Turkington    | 6      | 46     | –  | 1  | –  | –  | –  | –  | –  | –  |
| 14   | 1   | Darryl O’Young      | 22     | 43     | –  | –  | –  | 1  | –  | 4  | –  | –  |
| 15   | 1   | Carlos "Cacá" Bueno | 2      | 25     | –  | –  | 1  | –  | –  | –  | –  | –  |
| 16   | 2   | Mehdi Bennani       | 21     | 14     | –  | –  | –  | 1  | –  | 3  | –  | 1  |
| 17   | 1   | Stefano D'Aste      | 6      | 12     | –  | –  | –  | 1  | –  | –  | –  | –  |
| 18   | 1   | Pepe Oriola         | 22     | 10     | –  | –  | –  | –  | –  | 1  | –  | –  |
| 19   |     | Fredy Barth         | 20     | 7      | –  | –  | –  | –  | –  | 7  | –  | 2  |
| 20   |     | Yukinori Taniguchi  | 21     | 6      | –  | –  | –  | –  | –  | –  | 1  | 1  |
| 21   |     | Aleksiej Dudukało   | 22     | 4      | –  | –  | –  | –  | –  | 4  | –  | –  |
| 22   | 6   | Charles Ng          | 4      | 1      | –  | –  | –  | –  | –  | –  | –  | –  |
| 23   | 1   | Masaki Kanō         | 2      | 0      | –  | –  | –  | –  | –  | –  | –  | –  |
| 24   | 1   | Toshihiro Arai      | 2      | 0      | –  | –  | –  | –  | –  | –  | –  | –  |
| 25   | 1   | Fabio Fabiani       | 16     | 0      | –  | –  | –  | –  | –  | 2  | 2  | 2  |
| 26   | 1   | İbrahim Okyay       | 4      | 0      | –  | –  | –  | –  | –  | –  | –  | –  |
| 27   | 1   | Dawid Sigaczew      | 2      | 0      | –  | –  | –  | –  | –  | –  | –  | –  |
| 28   | 1   | Marchy Lee          | 5      | 0      | –  | –  | –  | –  | –  | 1  | –  | 1  |
| 29   |     | Urs Sonderegger     | 6      | 0      | –  | –  | –  | –  | –  | 1  | –  | 2  |
| 30   |     | Philip Ma           | 2      | 0      | –  | –  | –  | –  | –  | –  | –  | –  |
| 31   | 1   | Hiroki Yoshimoto    | 2      | 0      | –  | –  | –  | –  | –  | 1  | –  | –  |
| Poz. | +/- | Kierowca            | Starty | Punkty | P1 | P2 | P3 | PP | NO | NS | DK | NW |

### Producenci
| Poz. | +/- | Producent                      | Starty | Punkty | P1 | P2 | P3 | PP | NO | NS | DK | NW |
| ---- | --- | ------------------------------ | ------ | ------ | -- | -- | -- | -- | -- | -- | -- | -- |
| 1    |     | Chevrolet                      | 22     | 890    | 19 | 17 | 11 | 14 | 17 | 6  | 1  | 1  |
| 2    |     | BMW Customer Racing Teams      | 22     | 537    | 2  | 4  | 4  | 5  | 4  | 20 | 2  | 7  |
| 3    |     | SR Customer Racing             | 22     | 475    | 1  | 1  | 7  | 3  | –  | 25 | –  | 4  |
| 4    |     | Volvo Polestar Evaluation Team | 22     | 154    | –  | –  | –  | –  | 1  | 2  | –  | –  |
| Poz. | +/- | Producent                      | Starty | Punkty | P1 | P2 | P3 | PP | NO | NS | DK | NW |